# 宋球 (北宋)
宋球（?—?），北宋开封酸枣人，宋守约的儿子。
宋球以门荫干当礼宾院。条奏陕西、四川券马四弊，群牧使采用其议，马商以其为便。再出使高丽，暗中查访山川形势、风俗好尚，出使回还，向朝廷献上图纪，宋神宗称道他，进升为通事舍人。神宗去世崩，他去辽朝告哀，至辽朝，辽人让他吉服，宋球说：“两国通和日久，忧患相同，大国怎么这样做。”辽人不能改变他。官至西上阁门使、枢密副都承旨。为人谨慎，白天所听到的上语，虽家人也不告知。在官任上去世。